# Gare de Storekvina
La gare de Storekvina est une gare ferroviaire norvégienne de la ligne du Sørland, elle est située sur le territoire de la commune de Kvinesdal dans le comté d'Agder.
Elle est mise en service en 1943.
C'est une halte sans personnel de la Norges Statsbaner (NSB), ouverte au service des voyageurs.

## Situation ferroviaire
Établie à 136 mètres d'altitude, la gare de Snartemo est située au point kilométrique (PK) 446,36 de la ligne du Sørland, entre les gares ouvertes de Snartemo et de Gyland.

## Histoire
La gare est mise en service en 1943 lors de l'ouverture de la section de la ligne du Sørland jusqu'à gare de Moi.

## Service des voyageurs

### Accueil
C'est une halte voyageurs de la NSB sans personnel.